# Rick Jaffa és Amanda Silver
Rick Jaffa és Amanda Silver amerikai forgatókönyvíró és filmproducer házaspár.

## Pályafutásuk
Közösen írták és producerként is jegyzik a 2011-es A majmok bolygója: Lázadás című sci-fit, mellyel Szaturnusz-díjra jelölték őket Szaturnusz-díj a legjobb forgatókönyvért kategóriában. Szintén írói és produceri feladatkört láttak el a 2014-es A majmok bolygója: Forradalom című folytatásban, valamint producerként vettek részt A majmok bolygója: Háború (2017) elkészítésében. 
A Jurassic World (2015) forgatókönyvét és A tenger szívében (2015) alapsztoriját is közösen írták. 2013-ban bejelentették, hogy James Cameron tervek szerint 2021-ben megjelenő Avatar 2-jének forgatókönyvírói lesznek.

## Filmográfia
| Év   | Magyar cím                      | Eredeti cím                       | Feladatkör | Feladatkör | Megjegyzések                  |
| Év   | Magyar cím                      | Eredeti cím                       | Író        | Producer   | Megjegyzések                  |
| ---- | ------------------------------- | --------------------------------- | ---------- | ---------- | ----------------------------- |
| 1992 | A kéz, amely a bölcsőt ringatja | The Hand That Rocks the Cradle    | Silver     | Jaffa      | Jaffa vezető producer         |
| 1993 | Bukott angyalok                 | Fallen Angels                     | Silver     | Nem        | televíziós sorozat (1 epizód) |
| 1996 | Szemet szemért                  | Eye for an Eye                    | Igen       | Nem        |                               |
| 1997 | A Bestia                        | The Relic                         | Igen       | Nem        |                               |
| 2010 |                                 | Love Shack                        | Nem        | Igen       | cameoszerepek                 |
| 2011 | A majmok bolygója: Lázadás      | Rise of the Planet of the Apes    | Igen       | Igen       |                               |
| 2014 | A majmok bolygója: Forradalom   | Dawn of the Planet of the Apes    | Igen       | Igen       |                               |
| 2015 | Jurassic World                  | Jurassic World                    | Igen       | Nem        |                               |
| 2015 | A tenger szívében               | In the Heart of the Sea           | Igen       | Nem        |                               |
| 2017 | A majmok bolygója: Háború       | War for the Planet of the Apes    | Nem        | Igen       |                               |
| 2020 | Mulan                           | Mulan                             | Igen       | Nem        |                               |
| 2022 | Avatar: A víz útja              | Avatar: The Way of Water          | Igen       | Nem        |                               |
| 2024 | A majmok bolygója: A birodalom  | Kingdom of the Planet of the Apes | Nem        | Igen       |                               |

## Fordítás
- Ez a szócikk részben vagy egészben  a   Rick Jaffa and Amanda Silver című angol Wikipédia-szócikk ezen változatának fordításán alapul.  Az eredeti cikk szerkesztőit annak laptörténete sorolja fel. Ez a jelzés csupán a megfogalmazás eredetét és a szerzői jogokat jelzi, nem szolgál a cikkben szereplő információk forrásmegjelöléseként.